# Der Übergang
Der Übergang és un llargmetratge alemany de l'estudi DEFA dirigit per Orlando Lübbert l'any 1978.

## Argument
El desembre de 1973, unes setmanes després del Cop de la junta feixista a Xile, Carlos Zúñiga, un treballador d'una fàbrica tèxtil, fuig a través dels Andes cap a l'Argentina. A la foscor busca allotjament en una granja i és acollit. A la nit, els militars xilens arriben a la casa a la recerca d'un diputat que fugí. També descobreixen en Carlos, que es fa passar per un venedor ambulant, cosa que els soldats no creuen perquè té durícies a les mans. Però aleshores els soldats troben armes a l'apartament, de manera que es desinteressen per Carlos. Mentre fuig, sent trets, cosa que suggereix que disparen al granger.
L'endemà, Carlos es troba a la muntanya amb l'oficial Lorenzo Gutierrez i l'estudiant Juan Toro, que tenen l'encàrrec de fer que Lorenzo travessi la frontera. Tots tres marxen plegat. Durant el viatge, són testimonis d'un ramader afusellat per agents de la policia xilena. Poc després, busquen refugi amb la dona d'un pagès perquè les ferides de Juan, infligides durant les tortures a la presó de la junta, s'han obert. Reconeixen la dona de la grangera, Rosa, molt embarassada, com la dona del ramader assassinat, però no li diuen res de la mort del seu marit. Tanmateix, es queden fins que ella dona a llum el seu fill i durant aquest temps també fan molta feina a la granja. Quan s'acomiaden, donen a la Rosa una carta en la qual li expliquen el que li va passar al seu marit, i també ajuntaven els seus diners, que entreguen en un altre sobre.
Quan finalment creuen la frontera, són detinguts per policies argentins i tancats en una comissaria. Reben un tracte just mentre es decideix la seva sol·licitud d'asil, però és rebutjada. Quan Juan s'assabenta que el grup està a punt de ser extradit a Xile, fuig, però l'agent de policia que el persegueix el deixa anar. Els altres dos són portats a cavall fins a la frontera i lliurats a dos policies xilens, que de seguida els emmanillen. Al vespre, Carlos i Lorenzo són colpejats brutalment sense cap motiu pels dos policies, que són els mateixos que van matar el marit de la Rosa.
L'endemà al matí, un dels policies veu en Juan corrent per la vall i el va darrere. L'atrapa i li dispara. Carlos, que ja ha tornat a cavall, aprofita l'ocasió per escanyar el segon policia que hi ha al seu costat amb la seva manilla tancada. Amb la seva metralladora, Carlos i Lorenzo aconsegueixen disparar a l'agent de policia que torna.

## Repartiment
- Adelaida Arias: Rosa
- Oscar Castro: Juan Toro
- Hugo Medina: Carlos Zuniga
- Anibal Reyna: Lorenzo Gutierrez
- Roberto Aranda: soldat xilè
- Enrique Herman Garate: Comissari
- Siegfried Bartschat: agent de policia argentí
- Víctor Carvajal: agent de policia xilè
- Lautaro Contreras: Soldat Alvarado
- Angel H. Focunda-Diaz:oficial de policia argentí
- Jürgen Graf: tinent argentí
- Dimiter Keranov: vell pagès
- Dimiter Kiechanow: tinent argentí
- M. A. San Martín: tinent xilè
- Ponajot Ponayotov: agent de policia xilè
- Milka Popantonowa: vella dona d'un granger
- Joachim Malgrat: Ponent

## Producció
Der Übergang va ser filmada pel grup de treball artístic “Berlin”, amb el suport de Kinocentar Sofia, a ORWO-Color i es va estrenar el 10 de setembre de 1978 a Berlín. Kino International. La pel·lícula es va projectar per primera vegada el 18 de novembre de 1980 en el primer programa de la televisió de la RDA.
La dramatúrgia estava en mans de Tamara Trampe, l'escenari venia d'Orlando Lübbert, que va ser assessorat pel guió per Wolfgang Kohlhaase. La música ha estat gravada pel grup Karaxu.

## Sincronització
| paper             | actor          | Actor de veu     |
| ----------------- | -------------- | ---------------- |
| Rosa              | Adelaida Arias | Jutta Wachowiak  |
| Juan Toro         | Oscar Castro   | Henry Hübchen    |
| Carles Zúñiga     | Hugo Medina    | Eberhard Mellies |
| Lorenzo Gutiérrez | Anibal Reyna   | Kurt Böwe        |

## Crítica
Horst Knietzsch va escriure a Neues Deutschland:
| « | Der Übergang és una paràbola poètica sobre el comportament de les persones en situacions extraordinàries, sobre els problemes polítics i morals que comporta una derrota en la lluita de classes, sobre el que ha de passar després, amb vista al futur. | » |

Günter Sobe va dir a la Berliner Zeitung:
| « | L'extensió incerta d'un paisatge amb la cadena de muntanyes serrant l'horitzó, lluny i prop al mateix temps, objectiu i inabastable alhora, caracteritza l'estat d'ànim general. El que impressiona és la modèstia que caracteritza l'ambició de la pel·lícula, la seva puresa d'estil i la precisió psicològica amb què el director sap interpretar les reaccions humanes en situacions agudes i cada cop més agudes. Se'n surt sense cap pompa, sense juraments qüestionables, sense patetisme. Això també determina l'actuació. Aquest director no s'enganya ni es diu res. I fa el mateix amb el seu públic. | » |

Per al Lexicon of International Film va ser una pel·lícula temàticament important i convincent pel que fa a la direcció d'un jove director xilè a l'exili."